# AGLOFLOAT
Процес AGLOFLOAT — технологічний процес очистки омаслених ґрунтів. Суть процесу полягає в тому, що водо-вугільну суспензію (крупність вугілля 0-0,6 мм) змішують із забрудненим ґрунтом. Утворені в результаті перемішування вуглемасляні агломерати видаляють із гідросумішi флотацією. Процес дає хороший результат для смол, легких i важких масел при концентрації твердого компоненту в суспензії в межах 1,2—43 %. Проведена апробація процесу AGLOFLOAT на пілотній установці продуктивністю 6 т/добу .